# Maria Della Costa
Maria Della Costa, nome artístico de Gentile Maria Marchioro (Flores da Cunha, 1 de janeiro de 1926 — Rio de Janeiro, 24 de janeiro de 2015), foi uma atriz brasileira de ascendência italiana.

## Biografia
Filha de Amadeo Marchioro e Hermelinda Della Costa, ambos de origem italiana. Usava o nome artístico "Maria Della Costa", com o sobrenome de sua mãe que não fazia parte do seu nome civil.
Estreou no Rio de Janeiro como show-girl no Cassino Copacabana. Em 1944 estreou no teatro em A Moreninha, de Joaquim Manuel de Macedo. Em seguida foi para Portugal estudar arte dramática com a atriz Palmira Bastos, no Conservatório de Lisboa.
De volta ao Brasil, passou a fazer parte do grupo Os Comediantes, participando de espetáculos como Rainha Morta, de Henry de Montherlant (1946); em 1947, Terras do Sem-Fim, de Jorge Amado; Vestido de Noiva, de Nelson Rodrigues; e Não Sou Eu, de Edgard da Rocha Miranda.
Fundou em 1948, junto com seu marido, o ator Sandro Polloni, o Teatro Popular de Arte, e estreou a peça Anjo Negro, de Nelson Rodrigues, no Teatro Fênix, Rio de Janeiro.
Em 1954 inaugurou sua própria casa de espetáculos, o Teatro Maria Della Costa, no bairro da Bela Vista em São Paulo, projetado por Oscar Niemeyer e Lúcio Costa. Sandro Polloni, à frente da casa, cria um repertório considerado um dos melhores do teatro brasileiro. Montagens como Tobacco Road, de Erskine Caldwell e Jack Kirkland (1948), A Prostituta Respeitosa, de Jean-Paul Sartre (1948), Com a Pulga Atrás da Orelha, de Feydeau (1955), A Moratória, de Jorge Andrade (1955), Rosa Tatuada, de Tennessee Williams (1956), e A Alma Boa de Setsuan, de Bertolt Brecht (1958), marcam essa fase.
A companhia segue por uma excursão pela Europa e em 1963 lotam por 45 dias casas de espetáculos em Buenos Aires. Ao visitar Nova Iorque conhece o autor Arthur Miller e dele traz, para comemorar os dez anos de seu teatro (1964), a famosa peça Depois da Queda, dirigida por Flávio Rangel. Com esse mesmo diretor faz também os espetáculos Homens de Papel, de Plínio Marcos (1967), Tudo no Jardim, de Edward Albee (1968), entre outros.
No cinema atuou em diversos filmes: O Cavalo 13 (1946) e O Malandro e a Grã-fina (1947), ambos sob a direção de Luiz de Barros; Inocência (1949); Caminhos do Sul (1949); e Moral em Concordata (1959). É dirigida pelo italiano Camillo Mastrocinque no premiado Areião (1952), produção da Maristela Filmes. Já na televisão teve pouca participação: fez a telenovela Beto Rockfeller, na TV Tupi, em 1968, e na TV Globo atuou em Estúpido Cupido (1976) e Te contei? (1978).
Em 2002, Maria Della Costa foi homenageada pelo Ministério da Cultura com a Ordem do Mérito Cultural.
Em seus últimos anos de vida, residia no município fluminense de Parati, onde administrava seu hotel.
Morreu aos 89 anos de idade vítima de edema pulmonar agudo.

## Carreira

### Na televisão
| Ano  | Título                    | Personagem     | Notas                                     | Emissora   |
| ---- | ------------------------- | -------------- | ----------------------------------------- | ---------- |
| 1952 | Grande Teatro Tupi        | Rebeca         | Episódio: "Rebeca, a Mulher Inesquecível" | Rede Tupi  |
| 1952 | Grande Teatro Tupi        | —              | Episódio: "Manequim"                      | Rede Tupi  |
| 1953 | Grande Teatro Tupi        | —              | Episódio: "Tentação"                      | Rede Tupi  |
| 1957 | Grande Teatro Tupi        | —              | Episódio: "Manequim"                      | Rede Tupi  |
| 1969 | Beto Rockfeller           | Maitê          |                                           | Rede Tupi  |
| 1970 | As Bruxas                 | Teresa         |                                           | Rede Tupi  |
| 1976 | Estúpido Cupido           | Olga           |                                           | Rede Globo |
| 1978 | Te Contei?                | Ana Paula      |                                           | Rede Globo |
| 1982 | Sétimo Sentido            | Juliana        |                                           | Rede Globo |
| 1990 | Brasileiras e Brasileiros | Norma          |                                           | SBT        |
| 1993 | Retrato de Mulher         | Deusa da Silva | Episódio: "Era Uma Vez... Dulcinéia"      | Rede Globo |

### No cinema
| Ano  | Título                                               | Personagem                      | Notas          |
| ---- | ---------------------------------------------------- | ------------------------------- | -------------- |
| 1946 | O Cavalo 13                                          | Maria Joselina Aragão e Noronha |                |
| 1948 | O Malandro e a Grã-fina                              | Marta                           |                |
| 1949 | Inocência                                            | Inocência                       |                |
| 1949 | Caminhos do Sul                                      | Guilhermina Estevão             |                |
| 1952 | Areião                                               | Aurora                          |                |
| 1959 | Moral em Concordata                                  | Rosário                         |                |
| 1968 | Cristo de Lama                                       | Helena                          |                |
| 1971 | Como Ganhar na Loteria sem Perder a Esportiva        | Amália                          |                |
| 1974 | O Signo de Escorpião                                 | Gilda (Touro)                   |                |
| 1995 | Disseram Que Voltei Americanizada, Um Filme de Merda | —                               | Curta-metragem |
| 2006 | A Mochila do Mascate                                 | Ela Mesma                       | Documentário   |

## Teatro[14]
- 1944 - A Moreninha
- 1946 - A Rainha Morta
- 1947 - Terras do Sem Fim
- 1947 - Vestido de Noiva
- 1947 - Não Sou Eu
- 1947 - Era Uma Vez Um Preso
- 1948 - Anjo Negro
- 1948 - Estrada do Tabaco
- 1948 - Lua de Sangue
- 1948 - Tereza Raquin
- 1948 - Sonata a Quatro Mãos
- 1948 - O Anel Mágico
- 1949 - O Morro dos Ventos Uivantes
- 1949 - Peg do Meu Coração
- 1949 - Estrada do Tabaco
- 1950 - A Prostituta Respeitosa
- 1950 - O Fundo do Poço
- 1951 - Ralé
- 1952 - Manequim
- 1954 - O Canto da Cotovia
- 1955 - Com a Pulga Atrás da Orelha
- 1955 - A Mirandolina
- 1956 - A Casa de Bernarda Alba
- 1956 - Moral em Concordata
- 1956 - A Rosa Tatuada
- 1958 - A Alma Boa de Set-Suan
- 1959 - Gimba
- 1960 - Society em Baby Doll
- 1962 - O Marido Vai à Caça
- 1962 - Armadilha Para um Homem Só
- 1963 - Pindura Saia
- 1964 - Depois da Queda
- 1967 - Homens de Papel
- 1968 - Tudo no Jardim
- 1968 - Abra a Janela e Deixa Entrar o Ar Puro e o Sol da Manhã
- 1970 - As Alegres Comadres de Windsor
- 1971 - Tudo no Jardim
- 1973 - Bodas de Sangue
- 1974 - Tome Conta de Amélia
- 1975 - Golpe Sujo
- 1977 - A Mala
- 1978 - Agora Eu Conto
- 1982/1983 - Motel Paradiso
- 1986 - Alice, Que Delícia
- 1988 - Temos Que Refazer a Casa
- 1992 - Típico Romântico

## Prêmios e indicações
| Ano  | Premiação   | Categoria    | Indicação       | Resultado | Ref.   |
| ---- | ----------- | ------------ | --------------- | --------- | ------ |
| 1965 | Prêmio Saci | Melhor Atriz | Depois da Queda | Venceu    | [ 15 ] |